# Elliott M. Braxton

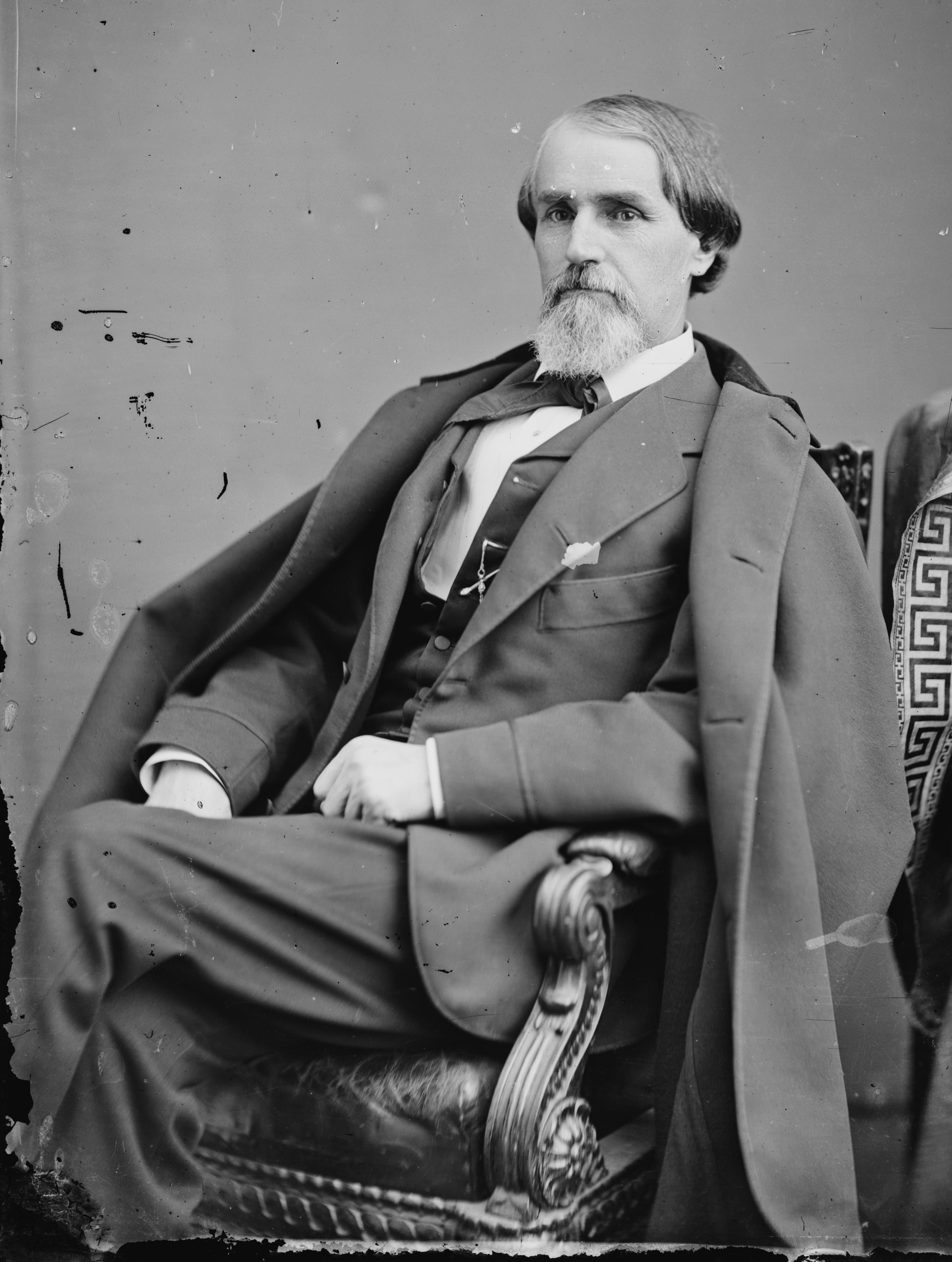
Elliott M. Braxton

Elliott Muse Braxton (* 8. Oktober 1823 in Mathews, Mathews County, Virginia; † 2. Oktober 1891 in Fredericksburg, Virginia) war ein US-amerikanischer Politiker. Zwischen 1871 und 1873 vertrat er den Bundesstaat Virginia im US-Repräsentantenhaus.

## Werdegang
Elliott Braxton besuchte die öffentlichen Schulen seiner Heimat. Nach einem anschließenden Jurastudium und seiner 1849 erfolgten Zulassung als Rechtsanwalt begann er in Richmond in diesem Beruf zu arbeiten. Gleichzeitig schlug er als Mitglied der Demokratischen Partei eine politische Laufbahn ein. Zwischen 1852 und 1856 saß er im Senat von Virginia. Im Jahr 1860 verlegte er seinen Wohnsitz und seine Anwaltskanzlei nach Fredericksburg. Während des Bürgerkrieges stellte Braxton eine Kompanie für das Heer der Konföderation zusammen, die er selbst kommandierte. Später gehörte er als Major zum Stab von General John Rogers Cooke. Nach dem Krieg wurde er im Jahr 1866 Mitglied des Stadtrats von Fredericksburg.
Bei den Kongresswahlen des Jahres 1870 wurde Braxton im siebten Wahlbezirk von Virginia in das US-Repräsentantenhaus in Washington, D.C. gewählt, wo er am 4. März 1871 die Nachfolge von Lewis McKenzie antrat. Da er im Jahr 1872 nicht bestätigt wurde, konnte er bis zum 3. März 1873 nur eine Legislaturperiode im Kongress absolvieren. Nach dem Ende seiner Zeit im US-Repräsentantenhaus praktizierte Elliott Braxton wieder als Anwalt in Fredericksburg, wo er am 2. Oktober 1891 starb.